# 간린마루
간린마루(咸臨丸)는 에도 막부 말기에 막부가 보유하고 있던 초기 군함이다. 목조를 이용한 바크 식의 3개 기둥을 갖춘 증기선 코르벳이다. 네덜란드식 옛 명칭은 ‘야판 호’ 또는 ‘얏판 호’(Japan)였으며, ‘감린’(咸臨)이라는 말은 주역에서 온 말로 군신이 서로 친해지는 것을 의미한다.
1853년 네덜란드에 주문하였으며, 당시 네덜란드는 쇼군에 의한 쇄국 정책 하에서 유일하게 외교 관계를 맺고 있었던 서양의 국가였다. 이 배가 일본에 인도된 것은 1857년 9월 21일이며, 네덜란드 해군의 빌렘 후이센 반 카텐다이크 중위(Lt. Willem Huyssen van Kattendijke)가 그 역할을 담당했다. 이 배는 근대식 해군 장교 양성을 위해 새로 신설된 나가사키 해군전습소에서 사용되었다.

## 개요
서양식 군함으로는 간코마루(観光丸, 외륜선)에 이어 두 번째 함이지만, 서양식 스크류를 장착한 배로서는 최초의 군함이다. (스크류는 입출항 시에 주로 사용되며 항해 중 저항을 줄이기 위해 수선에 올리는 구조로 되어 있었다.)
1855년 네덜란드 킨데르데이크에서 기공되어, 1857년 3월에 완성되었다. 그후 일본에 보내져 나가사키 해군전습소의 연습함이 되었다.

### 1860년 미국 파견사절단

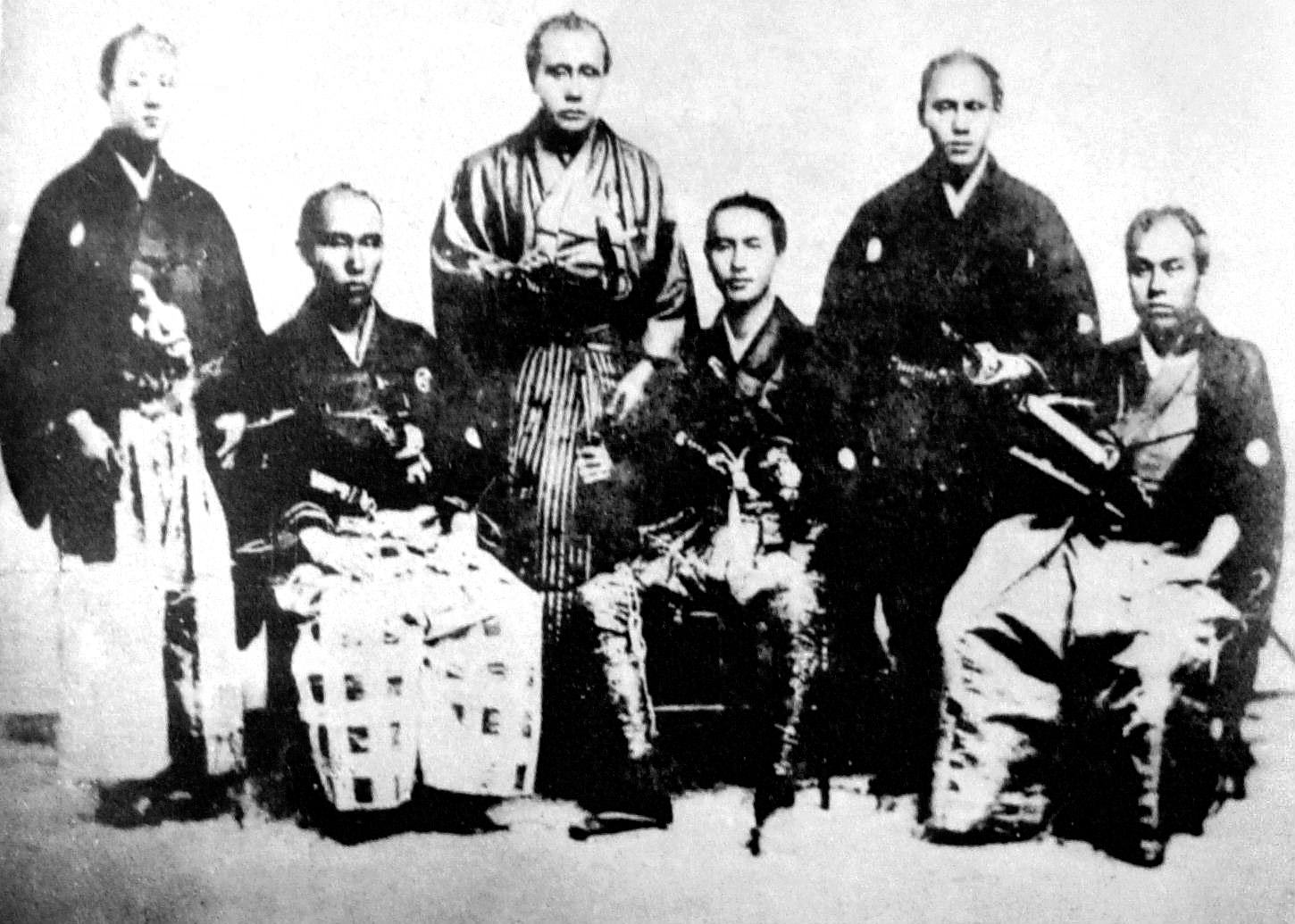
1860년 간린마루와 포우하탄에 탑승한 만엔 원년 미국 파견 사절, 오른쪽에 앉은 이가 후쿠자와 유키치

막부의 선박으로서 최초로 태평양을 왕복한 것으로 이름이 알려져 있다. 1860년 만엔 원년 미국 파견 사절단 일행이 미국 군함 포우하탄 호를 타고 태평양을 횡단하였다. 간린마루는 명목 상 사절단 일행의 호위함으로 출항하였으며, 음력 1월 13일 시나가와를 출항하여 음력 1월 19일에 우라가를 거쳐 3월 17일에 샌프란시스코에 입항했다. 함장은 가쓰 가이슈(정확하게는 군함조련소 교수행장, 기무라 가이슈는 군함 봉행)였지만, 통역 나카하마 만지로(존 만지로)는 함장, 기무라 가이슈가 제독이라고 설명했다. 이 배에는 후쿠자와 유키치 등도 승선하고 있었다. 만지로 이외의 선원들은 대부분이 뱃멀미로 고생했고, 기술 고문으로 승선하고 있던 존 브룩 대위와 다른 미국인 승무원의 도움을 받아 항해를 했다.

### 보신전쟁
1866년 막부의 연습선으로 사용하면서 잦은 운용으로 혹사가 심했기 때문에 고장이 빈발하게 일어나던 증기 기관을 철거하고 범선이 되었다.
1868년 보신 전쟁에 참여했지만, 군함으로서의 기능은 다른 함보다 떨어졌고, 이미 운송 선의 역할을 담당하고 있던 간린마루는 신정부군에 의해 나포된다. 메이지 정부에 접수된 후 개척사의 수송선이 되었다.
1871년에 에사시에서 태풍으로 좌초되어 파선되면서 침몰했다.